# Aline Frazão
Aline Frazão, née le 17 juin 1988, est une chanteuse-compositrice-interprète angolaise.

## Biographie
Frazão est née en juin 1988, à Luanda, la capitale de l'Angola. Ses parents sont des Angolais, mais certains membres de sa famille vient du Portugal et du Cap Vert. Elle s'intéresse à la musique depuis l'enfance et commence à écrire des chansons à l'âge de 15 ans. Sa plus grande influence est Paulo Flores. À l'âge de 18 ans, elle s'installe au Portugal pour des cours à la nouvelle université de Lisbonne, où elle obtient un diplôme en communication. Après l'obtention de ce diplôme, elle travaille comme journaliste pour le journal angolais Rede. Elle s'implique dans les mouvements sociaux après un voyage en Espagne et s'intéresse au flamenco.
Son premier passage dans un studio d'enregistrement est une collaboration avec le flûtiste César Herranz, intitulé A Minha Embala. En 2011, après un déplacement à Saint-Jacques-de-Compostelle, elle sort son premier album solo, Clave Bantu, un album à la tonalité jazz  et comprenant des textes écrits par des écrivains angolais, José Eduardo Agualusa et Ondjaki. Son deuxième album, Movimento, est construit en collaboration avec le poète Angolais Carlos Ferreira et comprend un poème d'Alda Lara, mis en musique. Il sort en 2013.
Frazão sort son troisième album, "Insulaire", en 2015. Il est enregistré sur la petite île écossaise de Jura, choisie en raison de son emplacement isolé, et est produit par Gilles Perring. Elle y est accompagnée, entre autres, du guitariste portugais Pedro Geraldes. Le passage de la guitare acoustique à la guitare électrique marque cet album. Au niveau des textes, elle dispose, de titres écrits notamment par le poète angolais Ana Paula Tavares et par le rappeur portugais Capicua. Toutes les chansons sont nouvelles, à l'exception de  "Susana", qui est enregistré à Lisbonne et est un air très connu en Angola.
Frazão fait des tournées dans des pays tels que le Cap-Vert, le Kenya, l’Éthiopie, la Tanzanie, l'Allemagne, le Brésil, le Portugal, la Suisse, la Norvège et l'Autriche. Elle réside actuellement à Lisbonne. Elle se montre critique avec le régime de José Eduardo dos Santos, dans son pays.

## Discographie
- A Minha Embala, encollaboration avec le flûtiste César Herranz (2011)
- Clava Bantu (2011)
- Movimento (2013)
- Insular (2015)